# Tařice skalní
Tařice skalní (Aurinia saxatilis) je nízká, vytrvalá, nenáročná rostlina vyznačující se svými brzy z jara vykvétajícími trsy zářivě žlutých květů, jediný druh rodu Aurinia který roste na území České republiky. Často se v různých varietách pěstuje i na skalkách v zahradách.

## Rozšíření
Evropský druh rozšířený od východní Francie přes Střední Evropu po Ukrajinu a jihozápad Ruska a dále téměř po celém Balkánském poloostrově a částečně i Malé Asii. Na severu je jeho areál výskytu ohraničen Německem, Českem a Polskem, na jihu Rakouskem. Je to pontický druh původem z oblasti Balkánu a od Černého moře který se v interglaciálu šířil do Evropy. V Čechách roste v Českém středohoří, v horním Povltaví a Pootaví, na Táborsku, Plzeňsku a na střední a jižní Moravě.
Vyrůstá obvykle na skalnatých stanovištích od nížin až do podhůří, na slunných skalách nebo kamenitých i travnatých stráních, pastvinách či na okrajích lesních porostů, druhotně na zídkách i ruinách staveb. Vyskytuje se na odvodněných vápencových, dolomitických, andezitových, pískovcovitých nebo silikátových substrátech většinou na výhřevných osluněných jižních svazích.

## Popis
Polokeřovitá vytrvalá šedoplstnatá rostlina vyrůstající do výše 10 až 30 cm ze silného dřevnatějícího, vřetenovitého kořene pronikající hluboko do půdy nebo skalní štěrbiny. Z kořenové hlavy pokryté zaschlými listy vyrůstají jak krátké sterilní lodyhy zakončené listovou růžici, tak i květní lodyhy. Spodní listy s dlouhými řapíky rostoucí v růžici mají čepel obvejčitou až obkopinatou, na koncích tupou nebo špičatou, 5 až 10 cm dlouhou a jen 1 až 1,5 cm širokou a po obvodě celokrajnou nebo řídce zoubkovanou. Květní lodyha, jenž postupně od spodu dřevnatí a je porostlá šedozelenými, nežláznatými, stopkatými hvězdicovitými chlupy, bývá přímá nebo vystoupavá, většinou jednoduchá a jen v horní části rozvětvená. O mnoho menší střídavě vyrůstající lodyžní listy jsou přisedlé, čárkovité a celokrajné.
stopkaté oboupohlavné květy jsou uspořádány v hustých hroznech které často ještě nesou hrozny postranní a dohromady tvořící chocholíčnaté květenství. Čtyřčetné květy mají opadavé kališné lístky asi 2 až 2,5 mm dlouhé a porostlé hvězdicovými chlupy. Zlatožluté, široce obvejčité, volné korunní lístky s krátkým nehtíkem bývají dvojnásobně delší než kališní, jsou lysé a na vrcholu někdy mělce vykrojené. V květu vyrůstá šest čtyřmocných tyčinek, svrchní semeník je složen ze dvou plodolistů. Nektaria jsou po obou stranách vnějších tyčinek. Tařice skalní obvykle kvete od dubna do května, její ploidie je 2n = 16.
Souplodí je tvořeno obvejčitými či eliptickými nebo okrouhlými, na odstávajících stopkách vyrůstajícími dvoupouzdrými pukajícími šešulkami dlouhými 4 až 5 mm které mají na konci suchou čnělku asi 0,5 mm dlouhou. V pouzdru se nacházejí dvě okrouhlá křídlatá semena kterými se druh spontánně šíří.

## Význam
Pro svůj vzhled a nenáročnost je často pěstovanou skalničkou, která upoutává svým výrazným jarním kvetením. Pěstuje se také řada variet, které mívají panašované listy, květy různých odstínů nebo jsou dokonce plnokvěté. Přírodní druh se dobře množí semeny vysévanými na podzim, ale tyto vyšlechtěné variety se musí pro zachování svých netypických vlastností rozmnožovat řízkováním.

## Taxonomie
V minulosti patřila tařice skalní pod jménem Alyssum saxatile do rodu Alyssum odkud byla přeřazena do rodu Aurinia kde dostala nové vědecké jméno Aurinia saxatilis.
Druh je členěn do tří poddruhů, v Česku roste pouze nominátní
- tařice skalní pravá (Aurinia saxatilis (L.) Desv. subsp. saxatilis) jehož součásti je i dříve uznávaný poddruh A. s. arduini.

Nominátní poddruh vyrůstá v západní, střední a východní Evropě a na severu Balkánského poloostrova. Na jihu Balkánského poloostrova vyrůstají další dva poddruhy které se od nominátního odlišují hlavně tvarem šešulek a listů:
- (Aurinia saxatilis (L.) Desv. subsp. megalocarpa) (Hausskn.) T. R. Dudley
- (Aurinia saxatilis (L.) Desv. subsp. orientalis) (Ard.) T. R. Dudley[4][7]

## Ohrožení
Počty rostlin tohoto druhu se ve volné přírodě postupně snižují a proto byla tařice skalní umístěna na "Seznamem zvláště chráněných druhů rostlin" dle vyhlášky Ministerstva životního prostředí ČR č. 395/1992 Sb. ve znění vyhl. č. 175/2006 Sb. zařazena mezi ohrožené druhy (§3) a "Červeným seznamem cévnatých rostlin České republiky" z roku 2012 mezi téměř ohrožené druhy (C4a), které si vyžadují další pozornost.

## Galerie

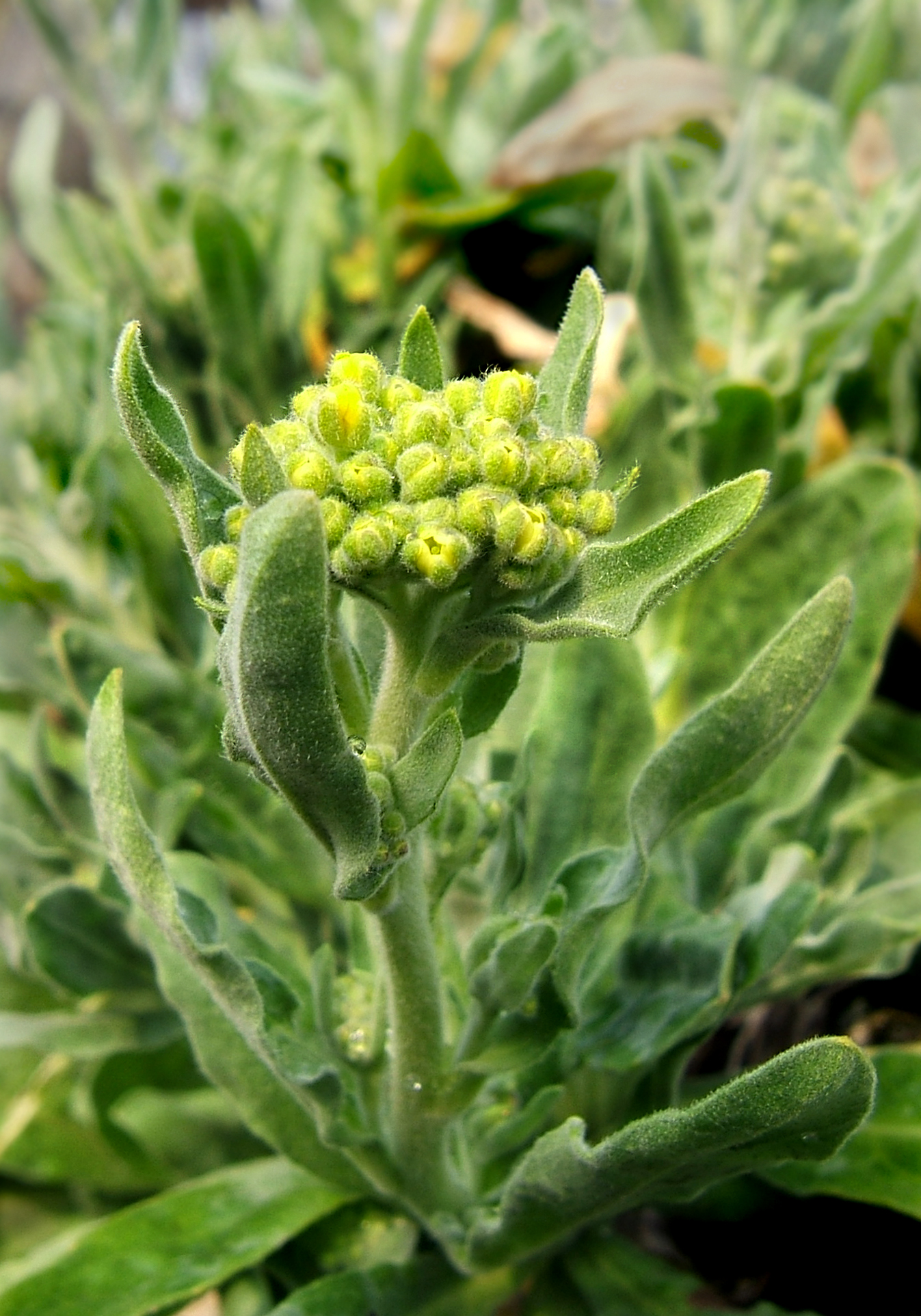
Nakvétající rostlina
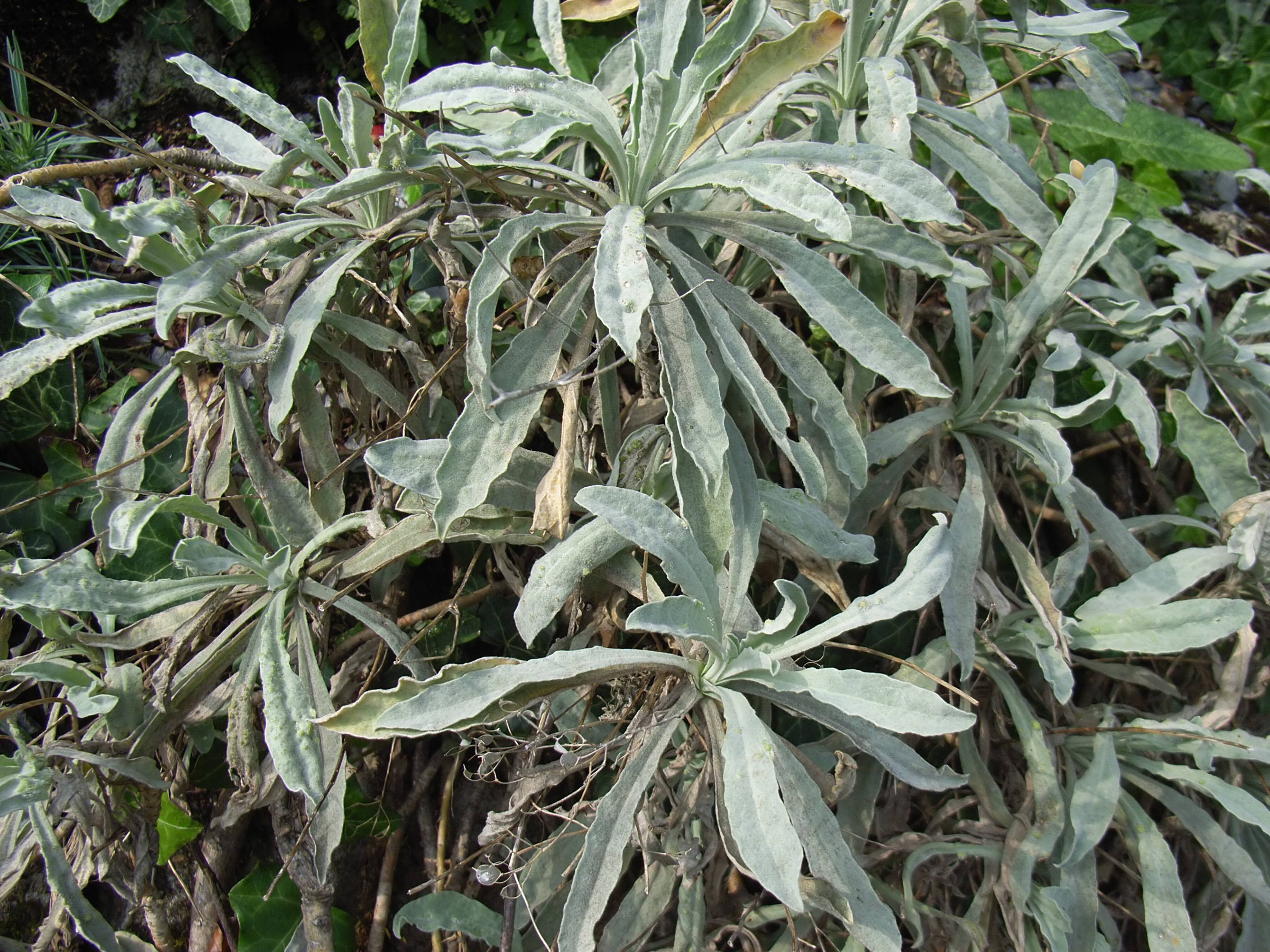
Přízemní listy
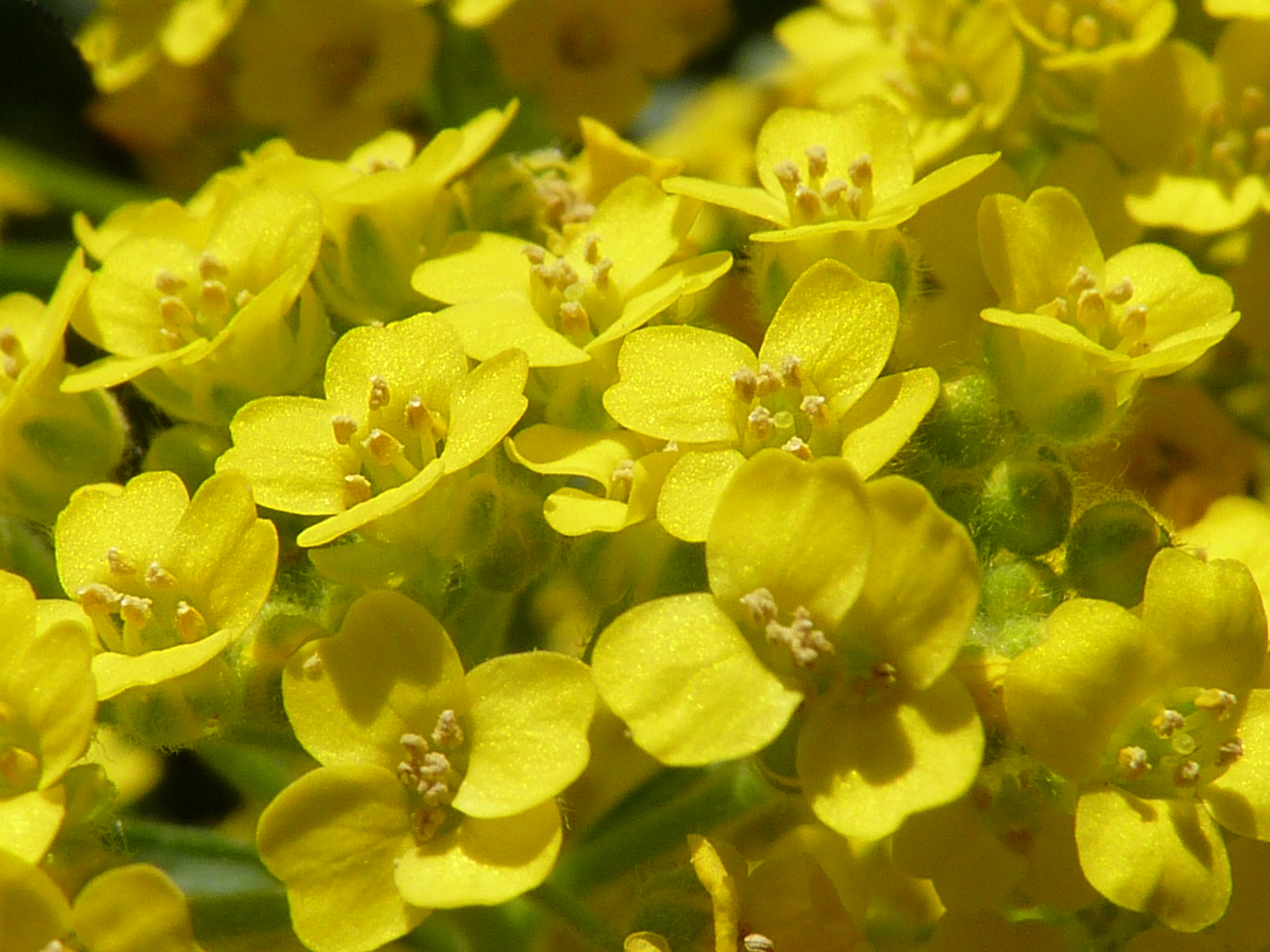
Květy
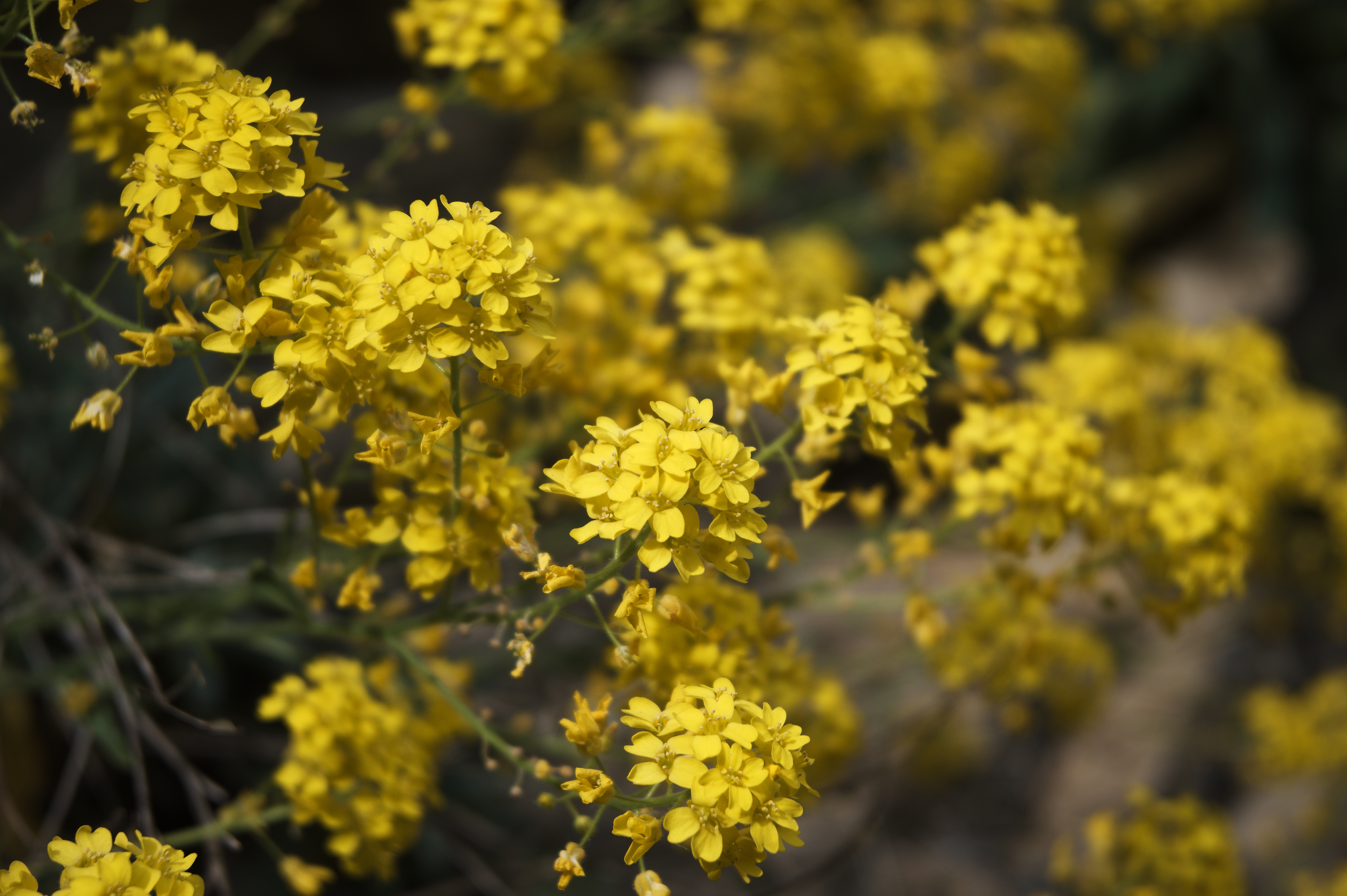
Květenství
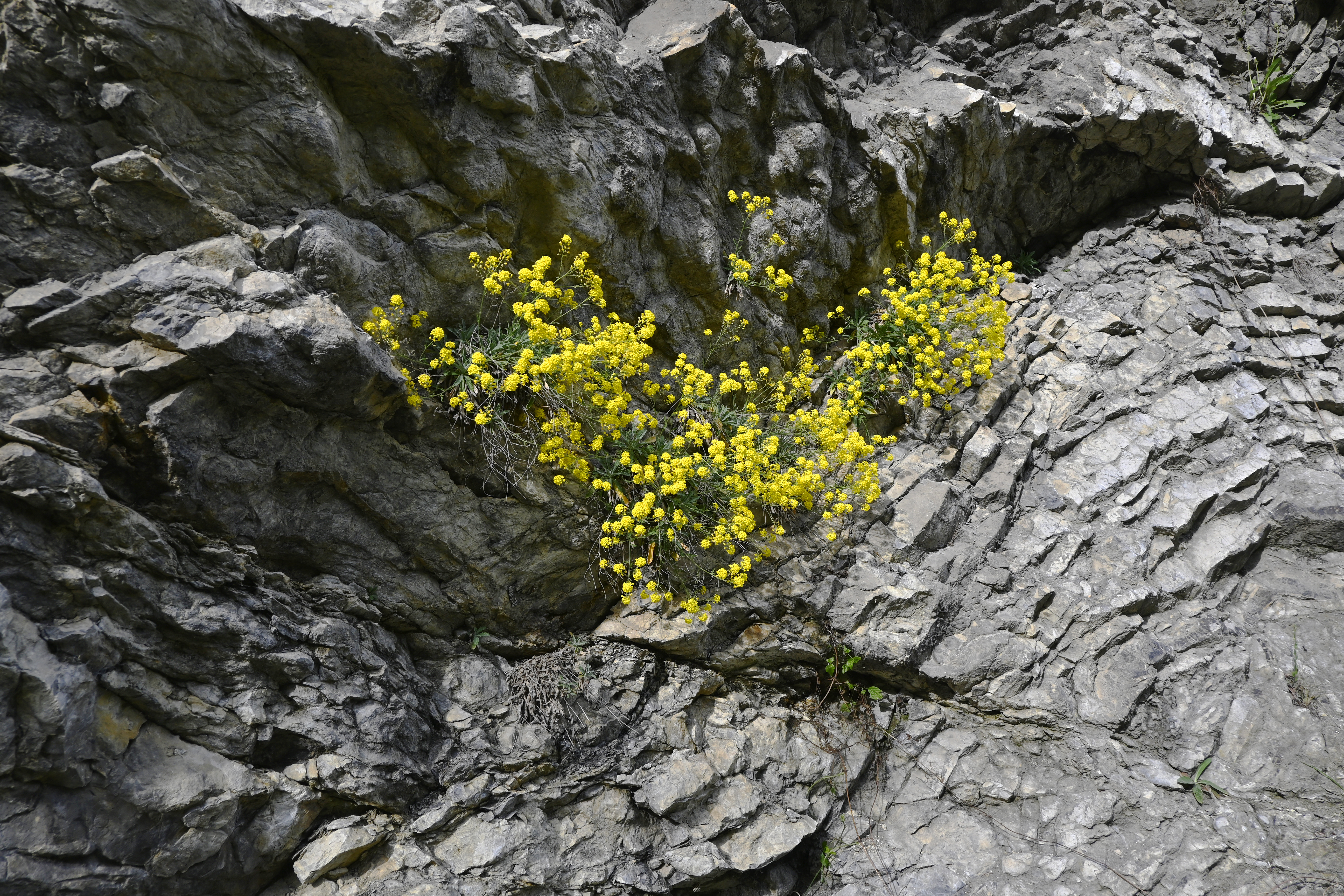
Na vápencových skalách, Český kras
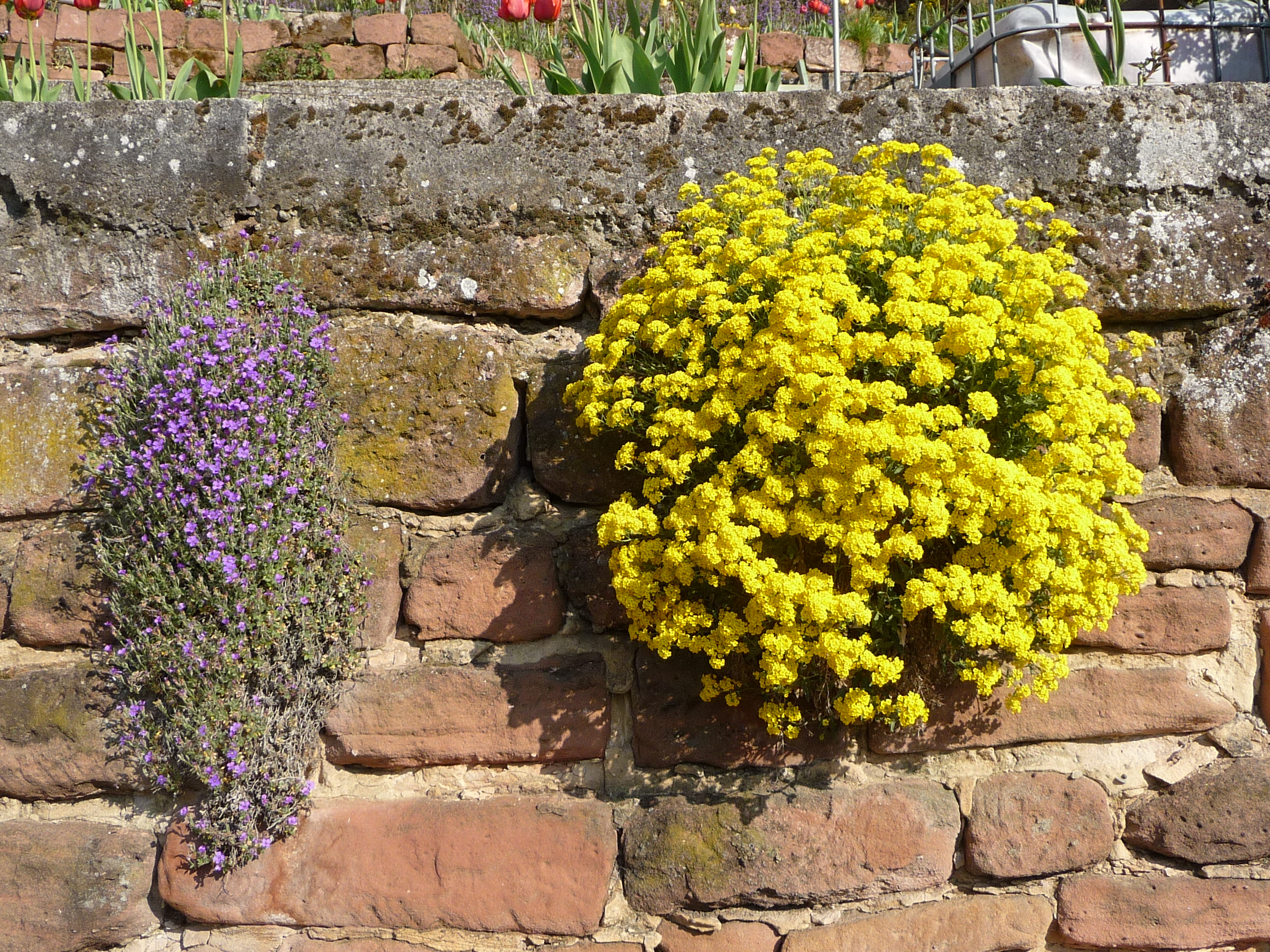
I takhle se může pěstovat